# アンドリュー・バチェラー
アンドリュー・バイロン・バチェラー (Andrew Byron Bachelor、1988年6月26日 -) は、カナダのコメディアン、インターネットセレブリティ、俳優とラッパー。他の名前はキング・バーチ (King Bach)。

## 出演作品

### 映画
- グリーンランド -地球最後の2日間-
- コフィー&カリーム
- ザ・ベビーシッター キラークイーン

### テレビ番組
- ウォーキング・デッド
- ウォーキング・デッド: ザ・ワン・フー・リブ